# Gyula Cseszneky
Grof Gyula István Cseszneky de Milvány et Csesznek, madžarski pesnik in politik, * 1914, Nagymajor, Madžarska, † 1970